# Никл(II)-хлорид
Никл(II)-хлорид (никло-хлорид) је неорганско хемијско једињење опште формуле NiCl2.

## Добијање
Добија се у раствору дејством разблажене хлороводоничне киселине на никло-оксид или никло-карбонат. Из тако добијеног раствора кристалише као хексахидрат зелене боје.

## Својства
Овај хексахидрат је на ваздуху слабо ефлоресцентан. Приликом загревања се може добити анхидрована со (чврста жута супстанца) која се једини са амонијаком. Међутим, није довољно само загревати, већ је потребно то урадити уз присуство :